# Marché des Innocents
Le  marché des Innocents est un ancien marché de Paris, qui était situé dans l'actuel 1re arrondissement autour de la fontaine des Innocents.

## Situation
Le marché des Innocents, établi sur la place du même nom, s'étendait sur l'espace de l'ancien cimetière des Innocents dans un quadrilatètre compris entre la rue Saint-Denis, la rue aux Fers (à l'emplacement de l'actuelle rue Berger), la rue de la Lingerie (partie disparue lors du réaménagement des abords des Halles en 1973) et la rue des Innocents ou anciennement rue du Charnier des Innocents qui longe le grand immeuble construit en 1690, encore existant, entre la rue de la Ferronnerie et l'ancien charnier du cimetière. Il était donc un peu plus étendu que l'actuelle place Joachim-du-Bellay.

## Histoire
Le marché des Innocents est établi après la fermeture en 1780 du cimetière des Innocents puis sa suppression par arrêté du roi du 9 novembre 1785 pour y accueillir un marché aux fruits et aux légumes. Les ossements de plus de 2 millions de morts depuis le IXe siècle sont enlevés et transportés en 1786 et 1787 dans les carrières souterraines de la Tombe Issoire, les « catacombes ». Les charniers (galeries couvertes qui entouraient le cimetière où étaient enterrés les morts) sont détruits et le sol qui s’était élevé de 2 mètres par l’accumulation des sépultures au cours des siècles est abaissé pour le placer au niveau des habitations voisines. L’église des Saints-Innocents à l’angle du cimetière, donnant rue Saint-Denis est détruite en 1787. Le marché ouvre en 1788 sur cette place. La fontaine qui était adossée à l’église à l’angle de la rue Saint-Denis et de la rue des Fers (actuelle rue Berger) est déplacée et remontée au centre du marché.

Démolition du cimetière
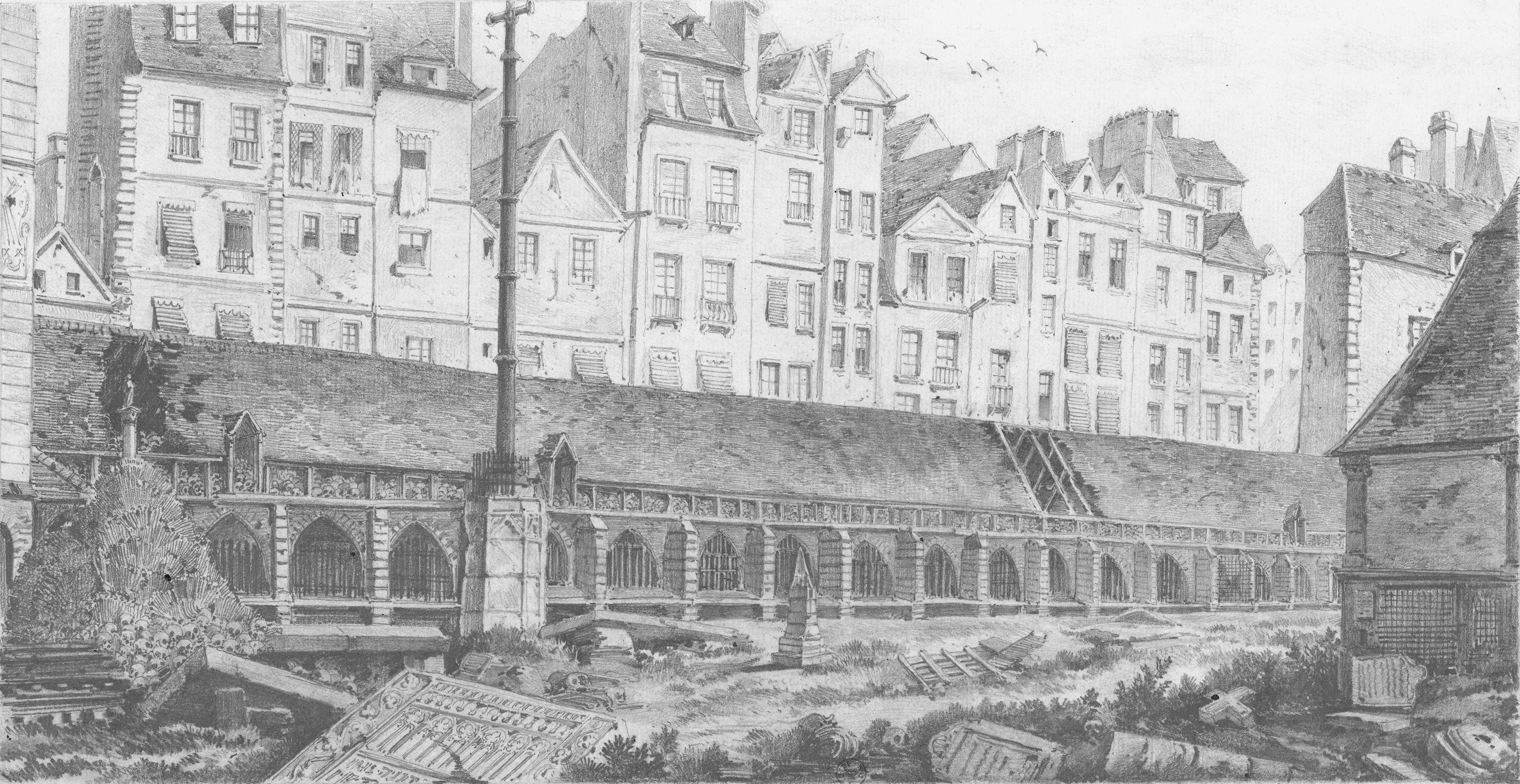
Les charniers en 1786 avant démolition.
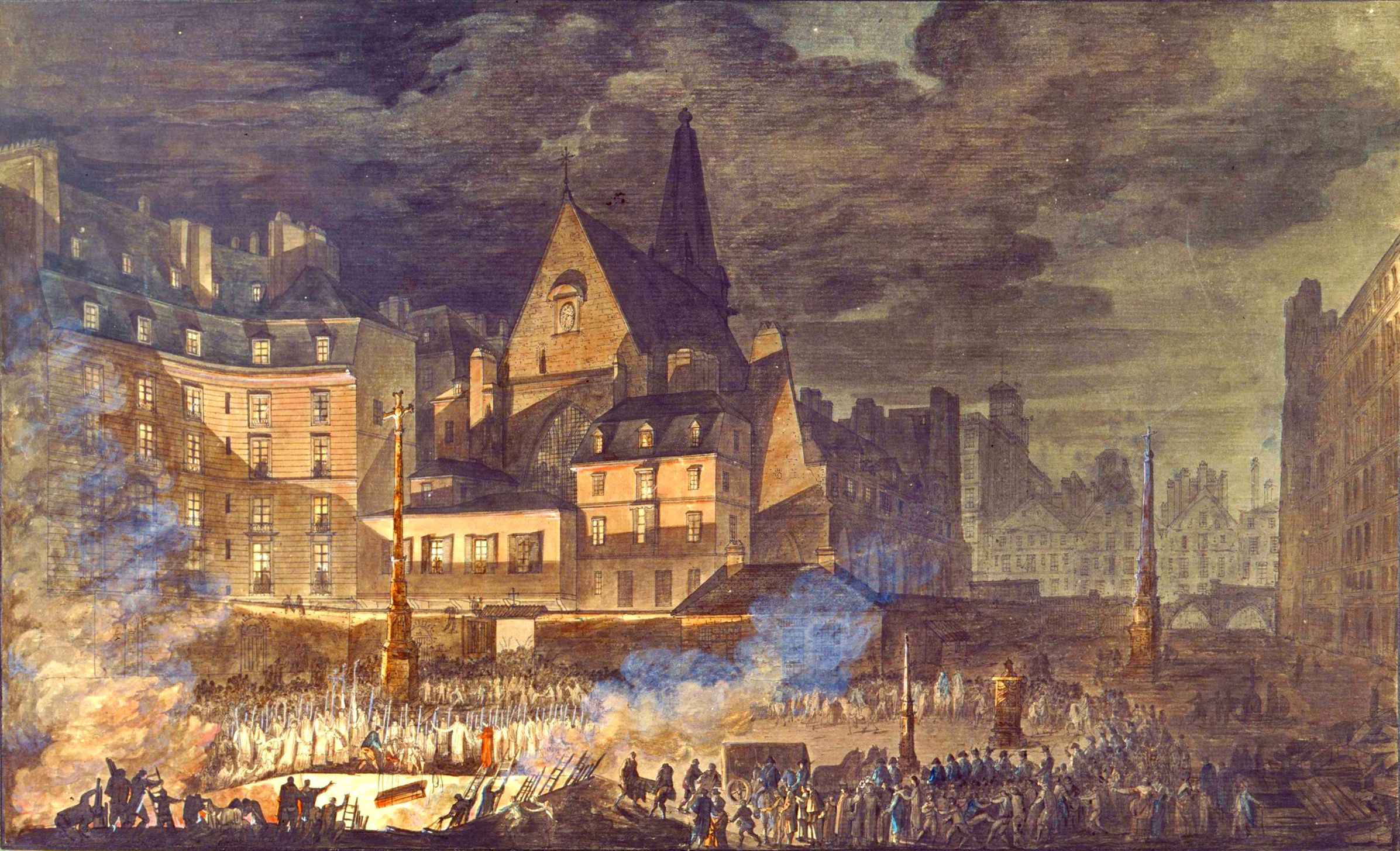
Exhumation des ossements du cimetière des Innocents en 1787.

La Constitution du 14 septembre 1791 qui institue la Monarchie constitutionnelle y est proclamée le 18 septembre avec plantation d’un arbre de la liberté.

Proclamation de la Constitution française de 1791
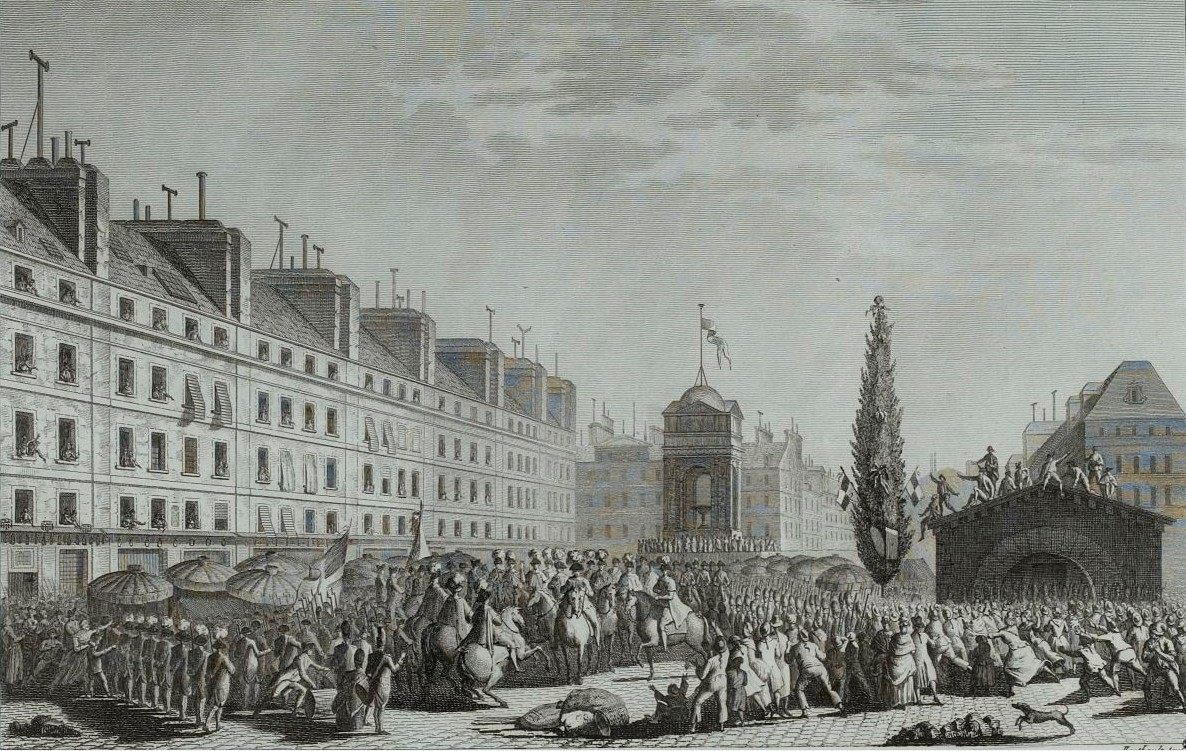
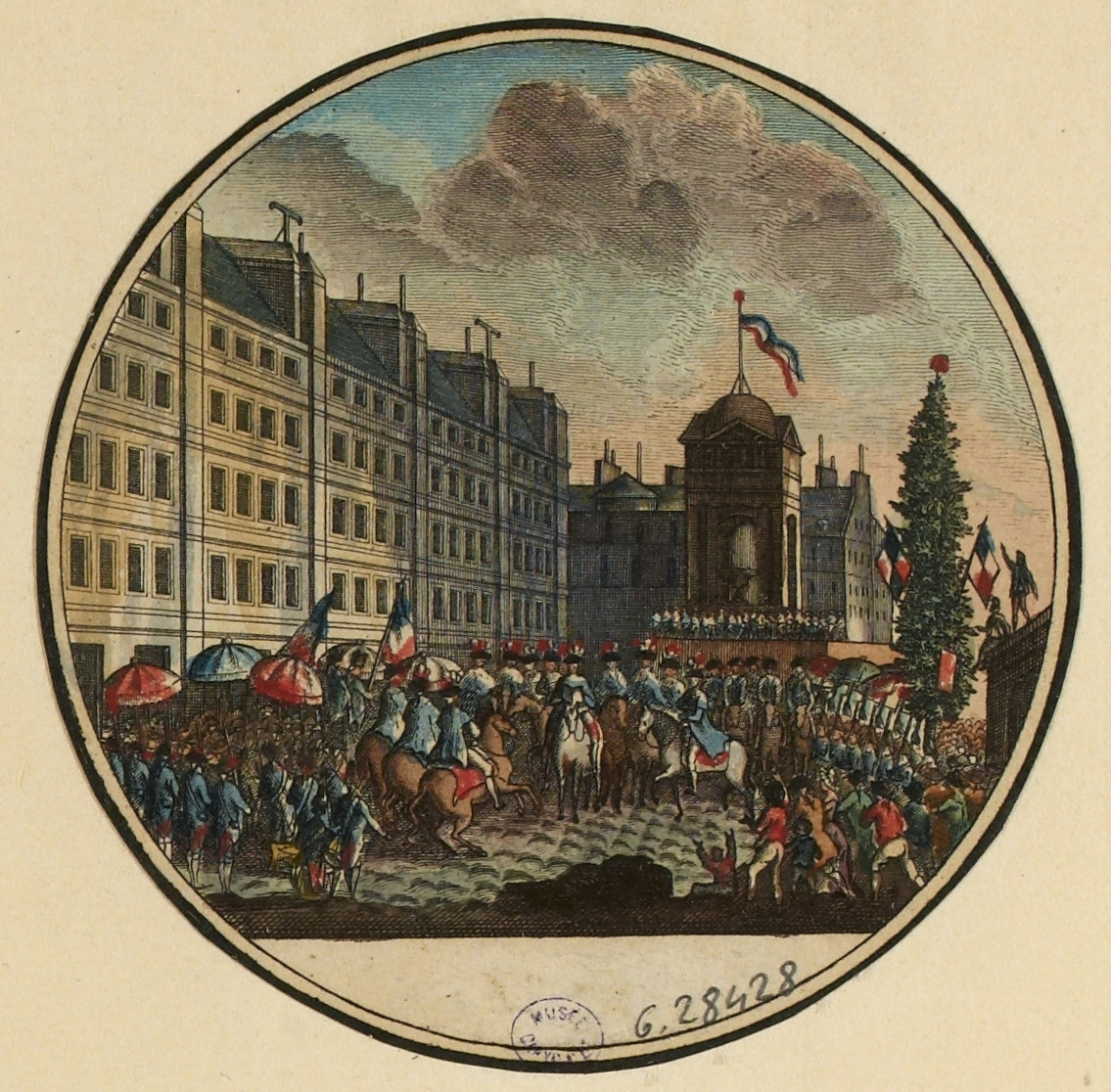

Des galeries de bois sont construites en 1811 autour de la place pour abriter les étals des marchands de fruits et de légumes. Des ossements découverts lors de cette construction sont envoyés aux catacombes.
Le marché s’étend cependant dans les rues avoisinantes.
Le matin est consacré à la vente en gros, l’après-midi au détail.
La fontaine qui n’était plus en eau depuis son déplacement est remise en service en 1812 avec une alimentation en eau provenant du canal de l’Ourcq ouvert à cette date.
Lors de la Révolution de 1830, le marché est le théâtre des combats du 28 juillet 1830 entre deux bataillons du 3ème régiment d’infanterie commandées par le général Quinsonas et les insurgés. Au cours d’une des actions les plus chaudes de cette révolution, les troupes de l’armée de Charles X sont bloquées par des barricades.

## La suppression
La construction des nouveaux pavillons des Halles par Baltard, en particulier celui des fruits et légumes, ayant rendu inutile le marché, sa suppression est décidée en 1856 pour le remplacer par un square établi sur sa moitié est, ouvert  en 1860. Des immeubles sont construits sur l’autre partie. Lors de ces travaux, des ossements sont encore exhumés. La fontaine est encore déplacée de quelques mètres pour la recentrer dans l'espace du square.
Ce square est supprimé en 1973 lors du réaménagement des abords des anciennes Halles transférées à Rungis et remplacé par la place Joachim-du-Bellay.

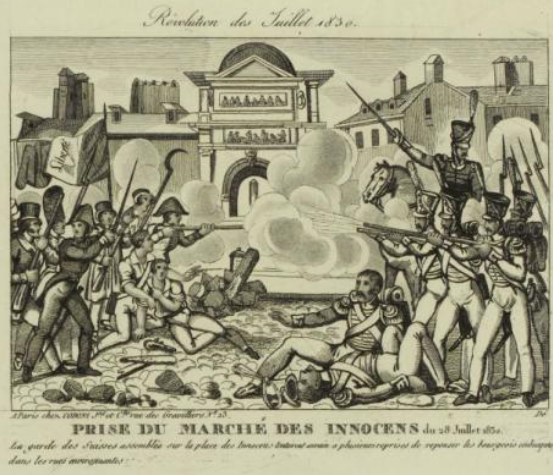
Prise du Marché des Innocents. Journée du 28 juillet 1830.
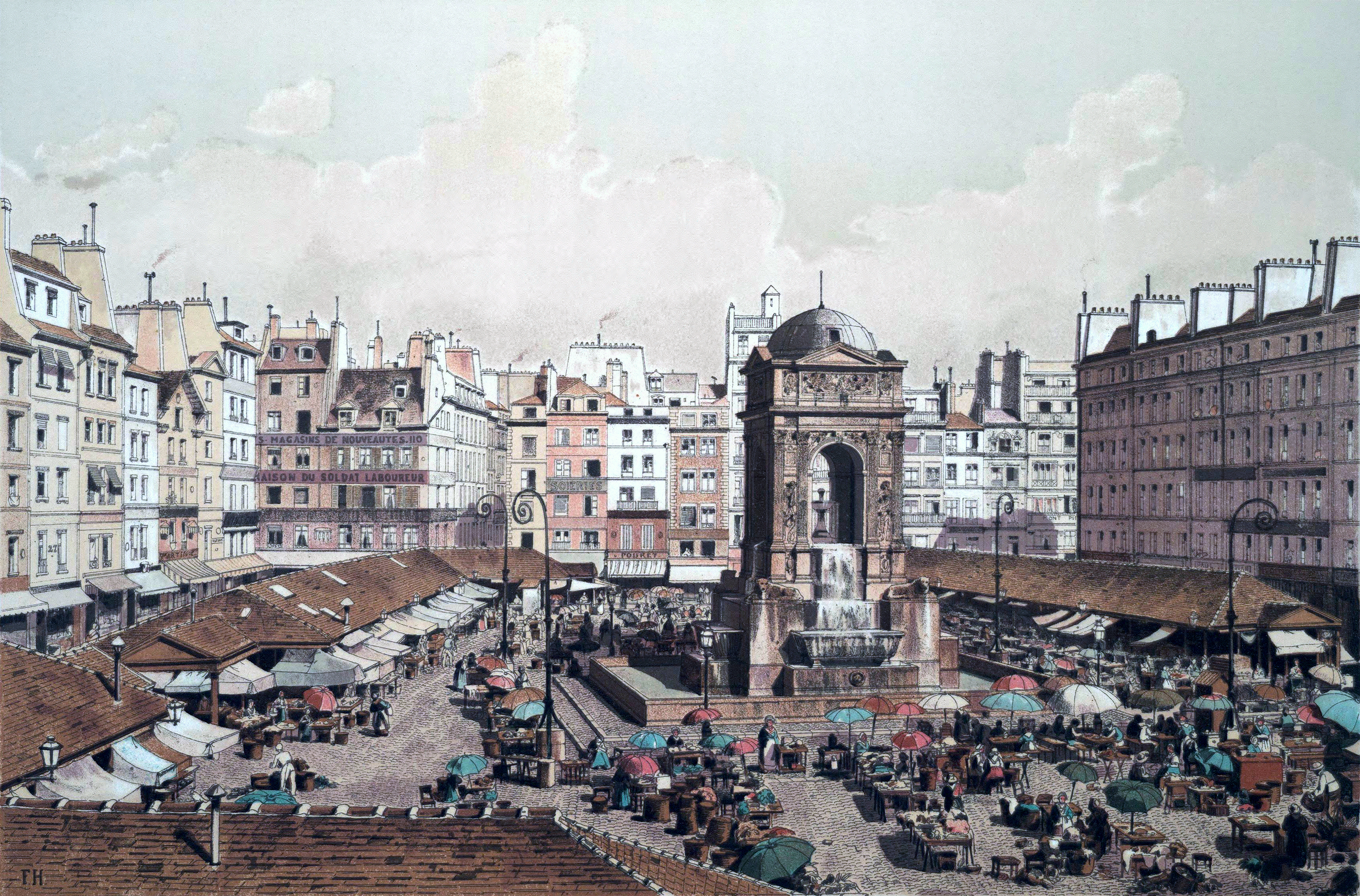
Le marché des Innocents en 1855.
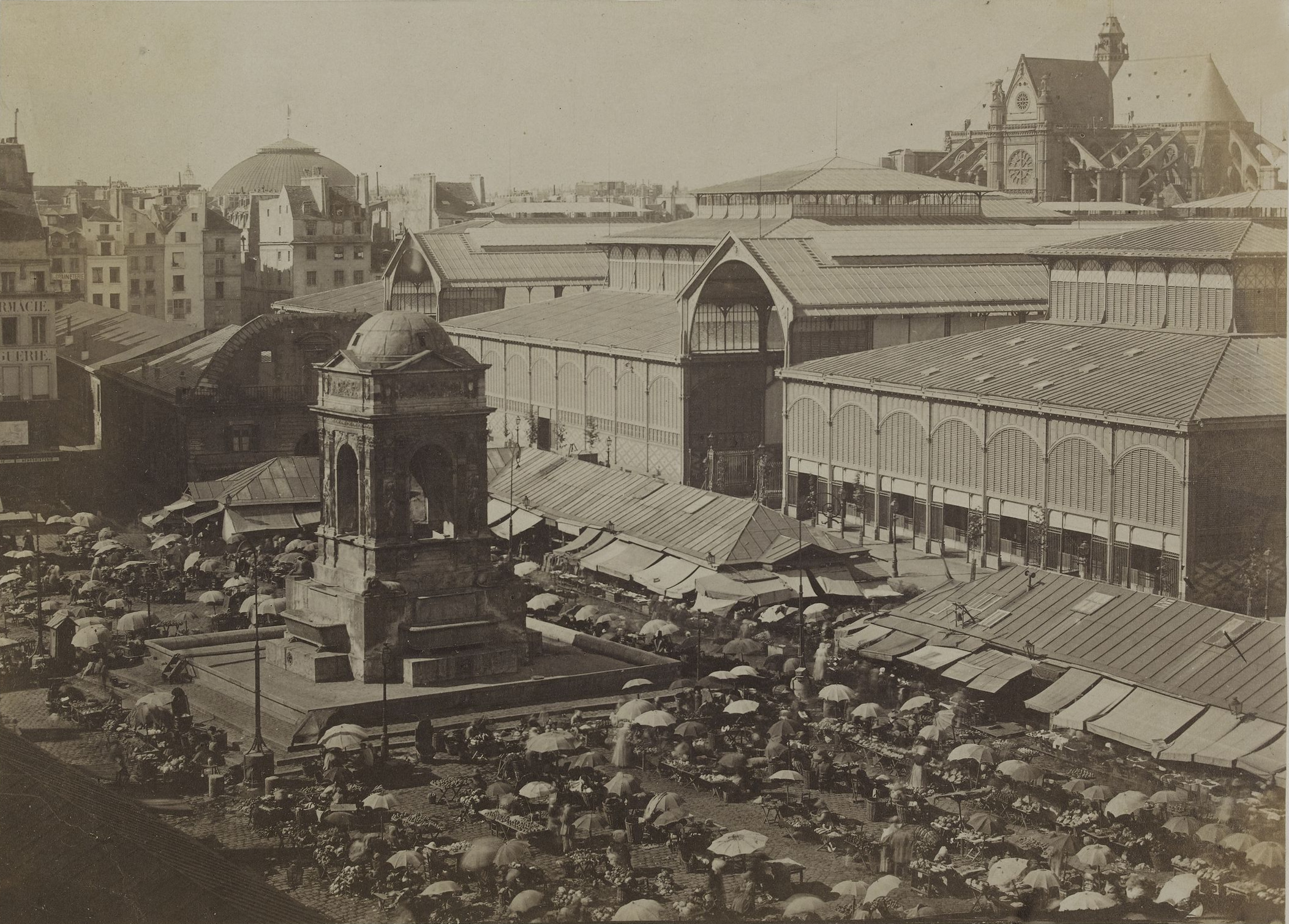
Le marché des Innocents vers 1858 avant sa suppression. À droite, les pavillons de Baltard qui viennent d'être édifiés.